# Halothamnus hierochunticus
Halothamnus hierochunticus är en amarantväxtart som först beskrevs av Joseph Friedrich Nicolaus Bornmüller, och fick sitt nu gällande namn av Viktor Petrovitj Botjantsev. Halothamnus hierochunticus ingår i släktet Halothamnus och familjen amarantväxter. Inga underarter finns listade i Catalogue of Life.

## Bildgalleri

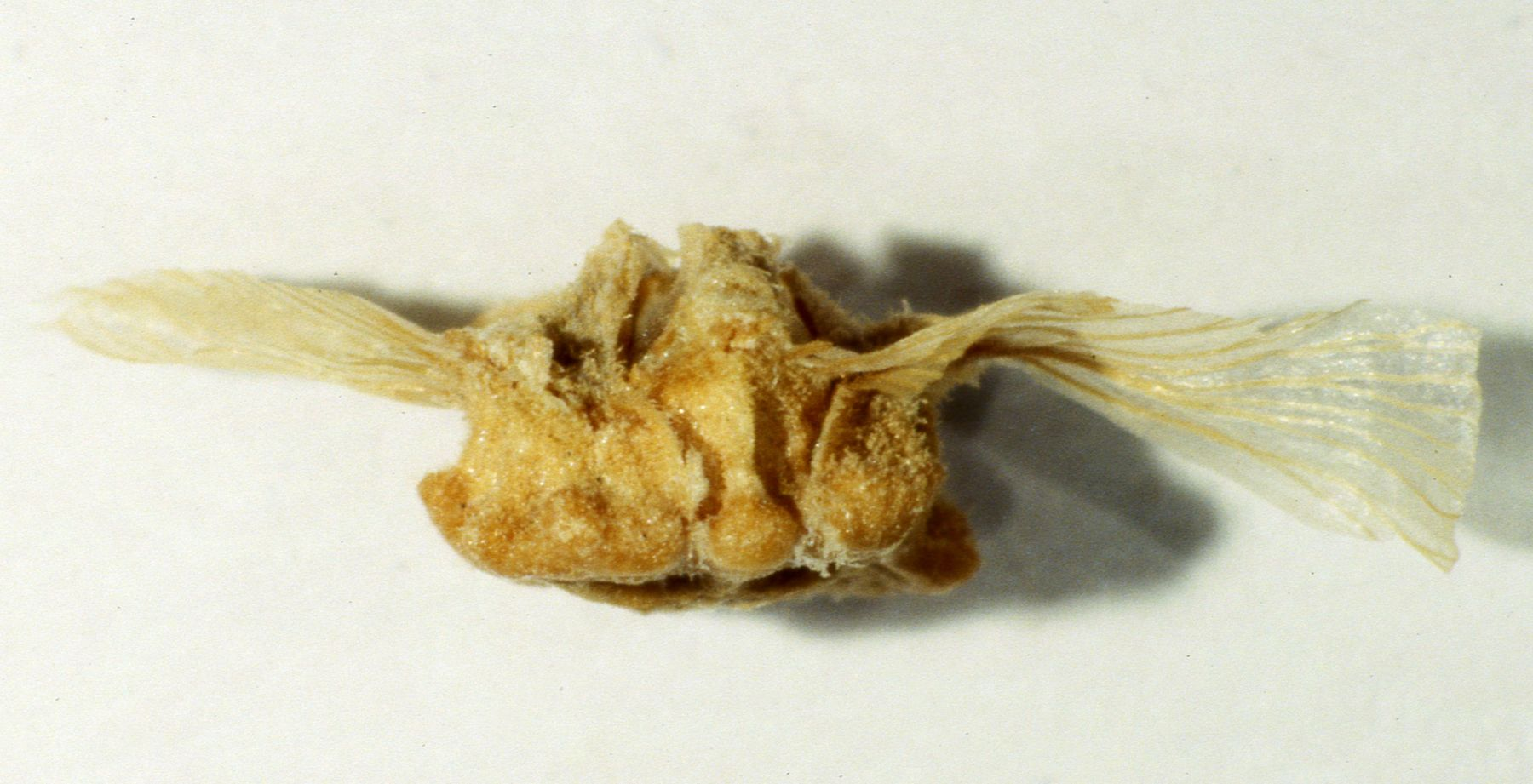
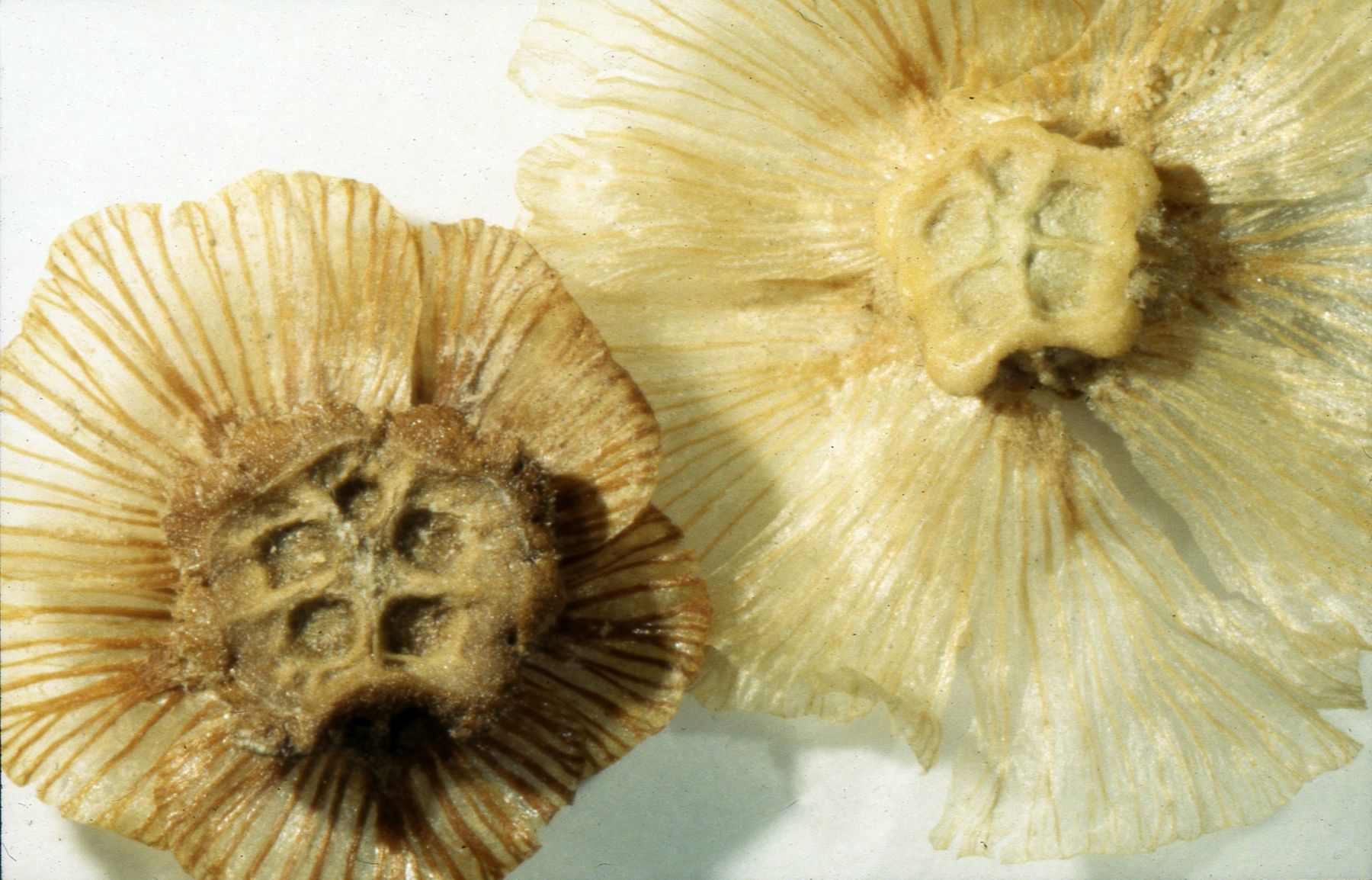
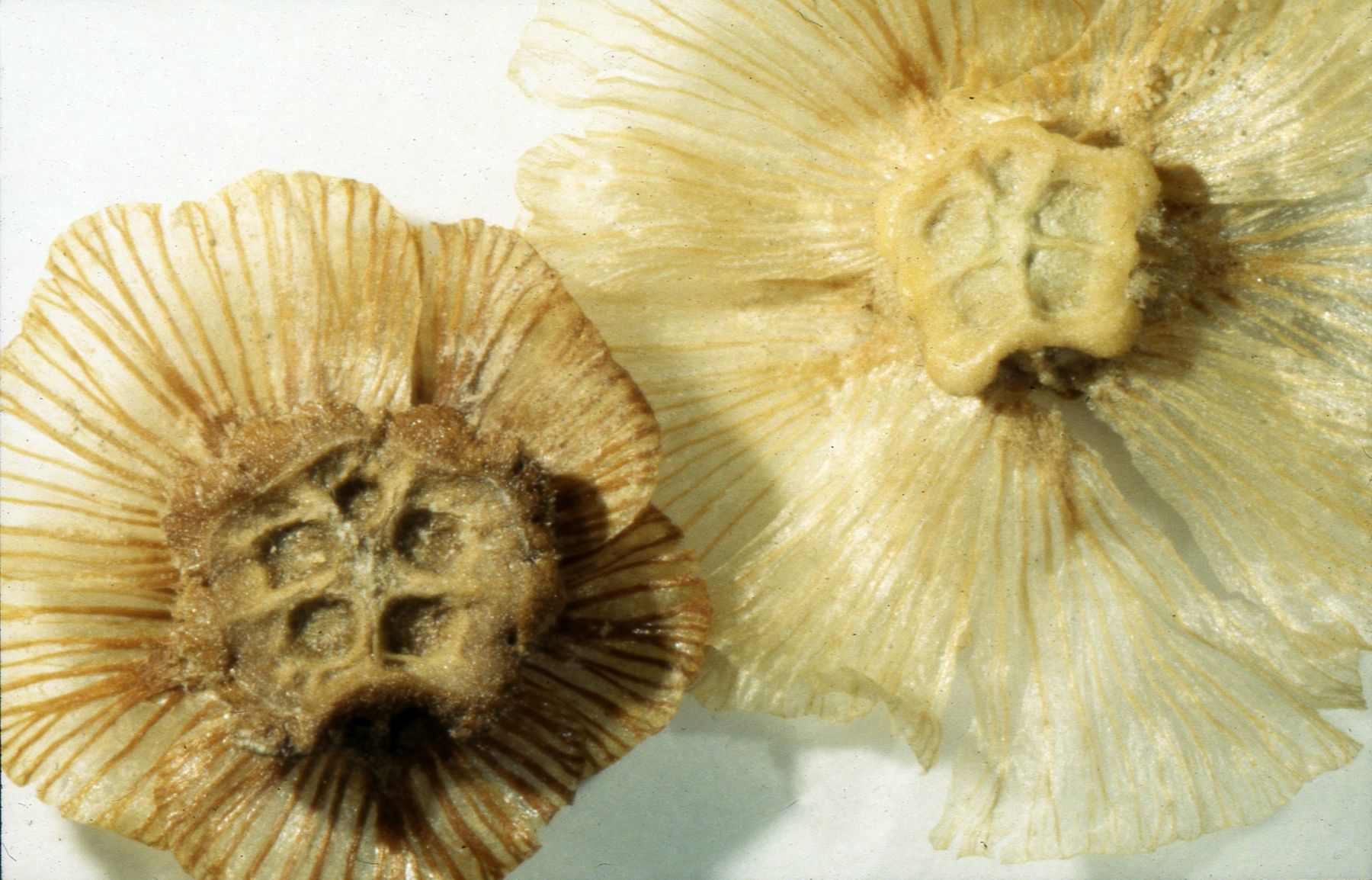